# Cesarja Jan in Huang
Kip cesarjev Jan in Huang je spomenik na Kitajskem, izklesan iz gore ob Rumeni reki. Skupna višina spomenika je 106 metrov; ima 55-metrsko osnovno ploščad z 51-metrskimi doprsnimi kipi na vrhu. Upodabljata dva mitološka cesarja, znana kot cesar Jan (Jandi) in Rumeni cesar (Huangdi). Gradnja je trajala 20 let in je bila dokončana leta 2007, stala pa je 22,5 milijona ameriških dolarjev. Spomenik je v Džengdžovu, glavnem mestu province Henan v Ljudski republiki Kitajski. Kipa obeležujeta politiko in gospodarstvo.

## Zgodovina
Leta 1987 je Vang Renmin, ključna osebnost turistične znamenitosti mesta Džengdžov, dobil navdih med obiski Singapurja in Združenih držav Amerike, kjer je naletel na močno podporo za koncept potomcev cesarjev Jan in Huang. To ga je navdihnilo, da je predlagal postavitev kipa cesarjev ob Rumeni reki. 15. oktobra 1987 je Vang Renmin napovedal načrte za kip in sprožil globalno kampanjo zbiranja donacij. V naslednjih petih letih je intenzivno lobiral. Leta 1988 je bil v Pekingu ustanovljen Pripravljalni odbor za velikanski kip cesarja Janhuanga, 10. maja 1991 pa je bilo ustanovljeno Nacionalno združenje za raziskovanje kitajske kulture Janhuang. Temelji za kip so bili položeni 12. septembra 1991, gradnja pa se je začela septembra 1994, vendar se je soočila s težavami s financiranjem. Leta 2004 je bil projekt predan občinski upravi Džengdžov in je postal ključni mestni projekt. Z vladno in investicijsko podporo je gradnja potekala gladko in dosegla vrhunec z otvoritvijo kipa 18. aprila 2007.

## Gradnja
Velikanska skulptura, visoka 106 metrov, združuje goro in človeške figure, ki simbolizirajo enotnost. Po višini presega Kip svobode za 8 metrov in Kip domovine kliče v Rusiji za 2 metra. Skulptura prikazuje cesarja Jana in cesarja Huanga z enakimi obraznimi potezami. Njune oči so dolge 3 metre, nosovi pa 8 metrov. Obraza skupaj pokrivata več kot 1000 kvadratnih metrov. Skulptura je izdelana iz več kot 7000 kubičnih metrov betona, 1500 ton jekla in 6000 kubičnih metrov granita, vse pridobljeno z gore Taihang. Projekt je stal približno 180 milijonov juanov.